# Lentinula novae-zelandiae
Lentinula novae-zelandiae är en svampart som först beskrevs av G. Stev., och fick sitt nu gällande namn av David Norman Pegler 1983. Lentinula novae-zelandiae ingår i släktet Lentinula och familjen Marasmiaceae.   Inga underarter finns listade i Catalogue of Life.